# Subdivisões da Suécia

## Subdivisões administrativas
A Suécia está dividida em 21 condados, em cujos territórios coexistem dois tipos de instituições distintas, com papéis distintos:
- Conselho administrativo de condado (länsstyrelsen) - Funções administrativas estatais[5]
- Região (region) - Funções políticas regionais[6]

Os mesmos condados estão por sua vez divididos em 290 municípios, designados por comunas (kommun).
Estas comunas, estão posteriormente divididas em unidades menores designadas por stadsdelar ou kommundelar.

### Ver também

Comarcas - agrupadas em relações de comarcas

As 13 dioceses (stift) da Igreja da Suécia

As 25 provincias históricas da Suécia

## Subdivisões judiciais
- Comarca (domsaga) - Território judiciário dos tribunais de comarca (tingsrätt)
- Relação de comarcas (hovrätts domkrets) - Território judiciário dos tribunais de apelação (hovrätt)

- Suprema Corte (Högsta Domstolen), Supremo Tribunal Administrativo (Regeringsrätten)
- Tribunais de recurso (hovrätter), Tribunais de Recurso Administrativo (kammarrätter) (e historicamente: lagsagor)
- Tribunal distrital (tingsrätter), Tribunais administrativos de Condado (länsrätter)

- Lagsaga - Unidade territorial para a administração de justiça durante a Idade Média

## Subdivisões doPoder Central Executivo
- Governo da Suécia (Sveriges regering)
- Agências governamentais na Suécia (Sveriges myndigheter)

## Subdivisões da Igreja da Suécia
- 13 dioceses (stift)
- 1364 Paróquias (församlingar)

- Pastorat - Grupo de cooperação entre paróquias
- 130 Kontrakt - Grupo de cooperação entre pastorat

Ver também
- Igreja da Suécia

## Subdivisões históricas
- Províncias históricas (landskap)

3 regiões históricas

- Folclândia ("províncias históricas antigas") (folkland)
- Hundare, hund
- Hundredo (Härad)
- Socken ("freguesia"/"paróquia"/"município rural")
- Rote ("parte de freguesia"/"parte de cidade")

Ver também
- Regiões históricas (landsdelar)

## Subdivisões propostas
- Regiões da Suécia